# François Lays
François Lay, più noto con il nome d'arte di Lays (La Barthe-de-Neste, 14 febbraio 1758 – Ingrandes, 27 marzo 1831), è stato un baritono e tenore francese.

## Biografia

### I primi anni
Nacque in un villaggio dell'antica Guascogna, nella regione della Bigorra, e fu dalla famiglia indirizzato alla carriera ecclesiastica presso il convento di Notre-Dame-de-Garaison, nel comune di Monléon-Magnoac, dove ricevette, fino all'età di diciassette anni, una solida formazione musicale come cantore-corista, sviluppando una notevole voce di baritenore. Dopo essersi momentaneamente trasferito ad Auch per studiare filosofia, facendo nel contempo il precettore, ed aver poi ripreso gli studi a Garaison, nel 1778 il giovane Lay ottenne dai canonici del convento una borsa per partecipare ad un dottorato di teologia a Tolosa Qui, ormai intenzionato ad abbandonare la carriera ecclesiastica, portò avanti anche la sua attività di cantante sia dapprima unendosi al coro della cattedrale, sia accettando poi gli inviti ad esibirsi che gli venivano dai salotti mondani locali. A Tolosa Lay si legò di un'amicizia che sarebbe durata tutta la vita con il giovane avvocato Bertrand Barère, futuro esponente rivoluzionario e membro autorevole del Comitato di salute pubblica, che lo introdusse nei circoli più avanzati della cultura cittadina. Nel giorno di Pasqua del 1779 Lay fu inteso cantare nel servizio liturgico della cattedrale dall'Intendente reale della Linguadoca, il quale, seguendo la prassi allora in uso per il reclutamento dei membri dell'Académie Royale de Musique di Parigi, decise di intimare al giovane con ordine regio (equivalente di una lettre de cachet) di presentarsi nella capitale per un'audizione.

### Gli inizi della carriera
Subito arruolato nella compagnia dell'Opéra ed inquadrato, con il nome d'arte di Laÿs, tra i ranghi delle voci gravi (raggruppate all'epoca, in Francia, nella categoria delle basses-tailles), egli dovette sottoporsi alla trafila che incombeva su tutti i neoarrivati e che egli superò peraltro molto rapidamente. Egli fu introdotto per la prima volta di fronte al pubblico parigino il 10 ottobre 1779, con l'esecuzione, molto applaudita, dell'arietta "Sous les lois de l'hymen" di Pierre-Montan Berton (1727–1780), appositamente inserita nell'acte de ballet La Provençale di Mouret/Candeille, e fece quindi il suo debutto ufficiale il 31 dello stesso mese interpretando il personaggio di Théophile in una ripresa di Théodore, seconda entrée del ballet héroïque L'Union de l'Amour et des Arts di Étienne-Joseph Floquet (1748–1785). Dopo aver quindi fatto da rimpiazzo della prima basse-taille Henri Larrivée (1737-1802) per la parte di Oreste nell'Iphigénie en Tauride di Gluck, nel 1780 Lays iniziò a vedersi affidare i primi ruoli nuovi della sua carriera: un seguace di Morfeo nell'Atys di Niccolò Piccinni (una particina poco più che da corista), addirittura il ruolo di protagonista maschile dello sfortunato acte de ballet Laure et Petrarche di Candeille., ed infine il balivo, nel Seigneur bienfaisant di Floquet, la sua prima interpretazione di gran successo. Nello stesso anno 1780 e fino al 1791 egli fu aggregato alle istituzioni che somministravano la musica, sia sacra che profana, a corte, i Concerti della regina e il Grand Couvert del re, venendo promosso "primo cantore" nel 1781 e divenendo presto uno dei beniamini della coppia reale, e in particolare di Maria Antonietta.
Gli inizi della sua carriera all'Opéra, furono abbastanza agitati. Nell'Académie Royale de Musique regnava all'epoca un notevole malcontento: gli artisti mal sopportavano che i loro ingaggi fossero di tre volte inferiori a quelli degli attori della Comédie-Française e della Comédie-Italienne, e per di più solo in parte fissi e continuativi e per il resto legati alle attività svolte dal teatro. Il ribelle Lays animò ben presto un acceso confronto, di tipo quasi sindacale (nel senso moderno del termine), nei confronti della direzione, affiancato da due giovani cantanti entrati in compagnia praticamente in contemporanea con lui, la haute-contre Jean-Joseph Rousseau, che sarebbe stato affiancato a Étienne Lainez come primo tenore dell'Opéra fino alla sua morte prematura avvenuta nel 1800 e il basso Auguste-Athanase Chéron (1760-1829). Quando nel giugno del 1781 un incendio distrusse la seconda sala del Palais-Royal, sede del teatro, causando l'interruzione delle rappresentazioni e quindi lasciando i cantanti con il solo trattamento fisso, i tre decisero di porre rimedio a tale situazione accettando ingaggi all'estero, cosa che non era loro giuridicamente consentita dalla posizione di pensionnaires (attori stipendiati) del re che essi occupavano. Il solo Rousseau però riuscì a raggiungere furtivamente Bruxelles e ad esibirsi nel Théâtre de la Monnaie, il secondo maggior teatro in lingua francese del mondo di allora; Lays fu invece arrestato la sera del 20 agosto 1781, alla vigilia della partenza, e trattenuto per una decina di giorni in prigione. Fu rilasciato provvisoriamente il 30 perché indispensabile per la copertura del ruolo da haute-contre di Cynire, che era stato appositamente rimaneggiato per lui in vista della ripresa di Echo et Narcisse di Gluck nel teatrino che sostituiva in qualche modo quello andato a fuoco. Il clamoroso successo di pubblico che egli ottenne, con il bis dell'aria principale e ripetuti richiami in scena, rese poi praticamente impossibile rimetterlo in carcere, anche se l'obbligarono a firmare un impegno solenne a non lasciare Parigi senza autorizzazione espressa dei superiori.
Nel 1782 il direttore dell'Opéra Antoine Dauvergne (1713–1797) fu costretto a dimettersi dal suo incarico, e la gestione del teatro fu assunta cooperativamente dagli artisti, con esiti però così disastrosi che il vecchio direttore dovette essere richiamato in servizio il primo aprile del 1785, senza che comunque i suoi rapporti con il terzetto di contestatori migliorassero granché. Nel suo rendiconto sullo svolgimento dell'assemblea generale degli artisti nel 1786, Dauvergne definiva Lays come l'anima nera del gruppo, Rousseau come "un gran bravo ragazzo" se solo avesse frequentato un po' meno Lays, e Chéron anch'egli come un gran bravo ragazzo (per quanto con il cervello di un dodicenne), ma impaurito dalle bastonate promessegli da Lays e da Rousseau in caso di tradimento del sodalizio. Alla fine i tre dovettero piegarsi alla pressione della direzione del teatro, non prima però di essere stati promossi "Premiers Sujets" (prime parti), anziché semplici rincalzi quali erano stati fino ad allora, e comunque dopo che i salari medi degli artisti erano praticamente raddoppiati rispetto ai valori che avevano alla fine del decennio precedente.

### L'età della Rivoluzione
Da lungo tempo membro attivo della Massoneria e fervido lettore di Jean-Jacques Rousseau, Lays si iscrisse fin dal dicembre 1789 al Club dei Giacobini con il patrocinio del suo vecchio amico Barère, e aderì con passione agli ideali della Rivoluzione francese, facendosene promotore all'interno della compagnia dell'Opéra, presto ribattezzata Théatre des arts. Ciò non fu però sufficiente ad evitargli l'arresto nel 1792 come presunto sostenitore della monarchia, nella sua qualità di ex-cantore di primissimo piano dei Concerti della Regina e del Grand Couvert, e solo il tempestivo e provvidenziale intervento di Barère valse a fargli riacquistare la libertà dopo una sola notte di carcere.
Fu proprio su sollecitazione di Barère che Lays decise, nel giugno del 1793, di partire alla volta della sua Guascogna come propagandista del nuovo regime del terrore. Lo accompagnava la sua futura moglie, una giovane lucidatrice di diamanti disoccupata di nome Marie Barbé. Nella girondina Bordeaux la sua collocazione politica tra i montagnardi gli provocò una tale ostilità popolare che egli si vide costretto a fuggire di soppiatto dalla città senza poter neanche concludere la sua esibizione nel locale teatro. Molto meglio andarono le cose nei luoghi della sua giovinezza, nel neoistituito dipartimento degli Hautes-Pyrénées, dove dominava politicamente il clan Barère e deve Lays ebbe un'accoglienza consona alla fama che ormai lo circondava. Rientrato a Parigi verso la metà del mese di luglio, passando per Tolosa ed evitando in tal modo l'ostile Bordeaux, Lays pronunciò nel mese di settembre, dalla tribuna della Commune, un'allocuzione che fu molto applaudita dai presenti.
Il suo impegno politico, comunque, non andò molto oltre, ma non è esatto quanto sostenuto da Fétis e dai Michaud, e cioè che esso non gli causasse praticamente alcuna conseguenza allorquando, nel 1794, il colpo di Stato del 9 termidoro (27 luglio) e la caduta di Robespierre determinarono il radicale capovolgimento della situazione politica. Al contrario, Lays fu allora accomunato, sotto l'etichetta di 'attori terroristi', ad altri teatranti di rilievo dal passato rivoluzionario, come Talma, Dugazon e Antoine Trial (1737-1795), e dovette cercar di discolparsi pubblicando un pamphlet apologetico intitolato Lays, artiste du théatre des Arts, à ses concitoyens. Quando poi nel marzo 1795 venne ordinato l'arresto di Barère e di altri tre suoi ex colleghi del Comitato di salute pubblica o del Comitato di sicurezza generale, anche gli altri più vicini partigiani del rivoluzionario guascone furono trascinati nella sua rovina: Lays fu arrestato e fu trattenuto in carcere per circa quattro mesi insieme con un amico di lungo corso, che ne aveva condiviso il percorso politico, sia pure con un ruolo molto più rilevante, il pittore Jacques-Louis David.
Dopo il rilascio, avvenuto il 3 di luglio, lo attendevano le forche caudine che il pubblico stava imponendo a tutti gli attori 'terroristi': l'intonazione in scena dell'inno anti-giacobino Le Réveil du Peuple che era stato appena musicato dal tenore del Théâtre Feydeau, Pierre Gaveaux, e che sembrava allora destinato a sostituire la Marsigliese come principale inno repubblicano. Antoine Trial, collega di Gaveaux all'Opéra-comique, ormai sulla sessantina (e che sarebbe passato alla storia per aver dato il nome ad una specifica tipologia vocale francese, definita appunto "tenore Trial"), era stato costretto a cantare il nuovo inno inginocchiato sul palcoscenico tra le urla, i fischi e i lazzi del pubblico e non aveva retto all'umiliazione, finendo per uccidersi con il veleno. La Quéruel sostiene che Lays sarebbe riuscito ad evitare, per il suo rientro, l'Iphigénie en Tauride, dove il suo personaggio, Oreste, cantava versi che potevano suonare francamente sinistri sulla bocca di uno accusato come ex-'terrorista': «J'ai trahi l'amitié, j'ai trahi la nature/Des plus noirs attentats, j'ai comblé la mesure» (Ho tradito l'amicizia, ho tradito la natura/Dei più neri delitti ho colmato la misura). Secondo le memorie del conte Jean-Nicolas Dufort de Cheverny (1731-1802), invece, fu proprio nei panni di Oreste che Lays tentò di riaffacciarsi alle scene, ma l'indomabile ostilità del pubblico gli impedì per più di un'ora di cantare anche una sola nota e lo si dovette alla fine sostituire con un rimpiazzo. L'effettiva rentrée avvenne quindi in una ripresa dell'Œdipe à Colone di Sacchini, dove gli toccava l'assai meno dirompente personaggio del re Teseo, ma non senza enormi difficoltà: il pubblico lo contestò e lo fischiò per tutta la durata della rappresentazione, cacciando alla fine il primo tenore Étienne Lainez (1753–1822) che si era presentato al proscenio per cantare, come al solito, Le Réveil du Peuple, e chiedendo a gran voce che fosse invece Lays a farsi avanti. Lainez allora accompagnò il collega in scena, sperando che gli fosse concesso di cantare con lui, ma fu di nuovo cacciato a furor di popolo, e a Lays non restò che attaccare da solo: riuscì però ad intonare soltanto un paio di versi e venne quindi a sua volta cacciato tra le urla, accusato ora di non essere degno delle parole che cantava. Al povero Lainez toccò allora di rientrare in scena per la terza volta per terminare l'esecuzione. Già alla fine del mese di settembre, comunque, lo gogna postrivoluzionaria era finita e Lays poteva tornare a riscuotere un successo trionfale al suo personale esordio come Genio del fuoco nella ripresa dell'opera Tarare di Antonio Salieri.

### Il Direttorio e l'età napoleonica

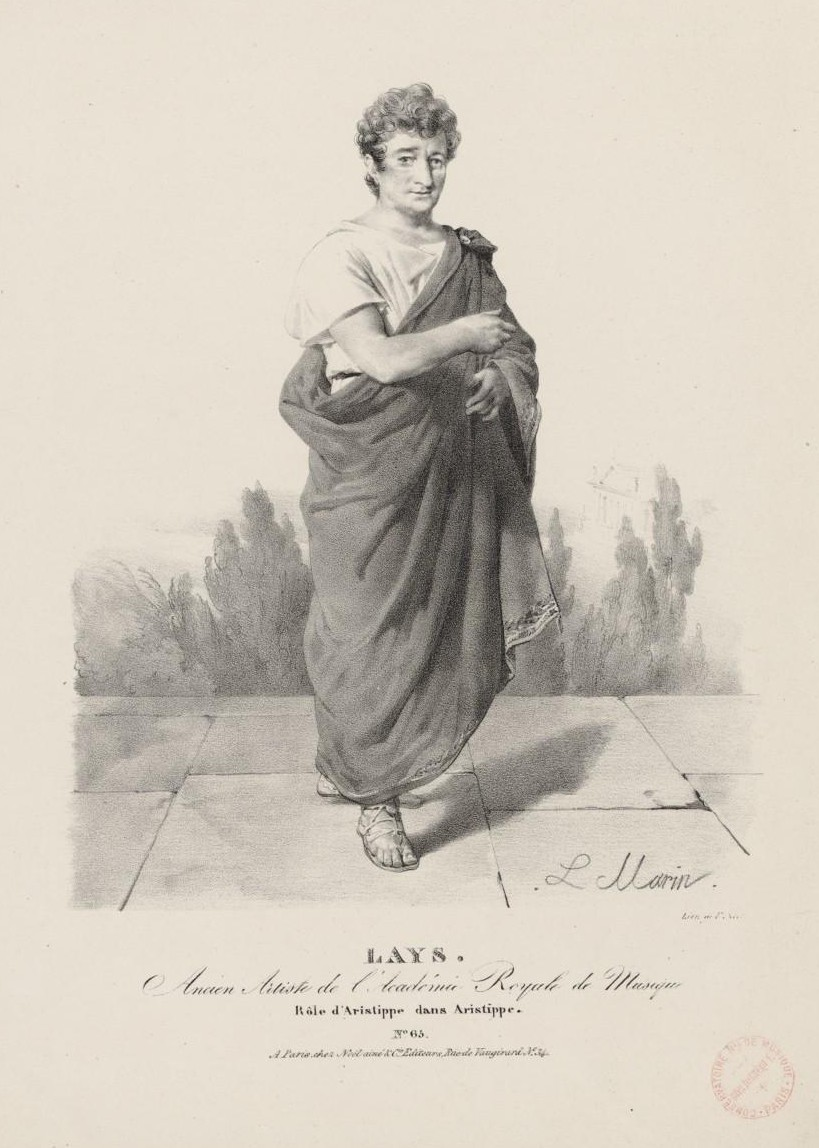
Lays, nel ruolo del titolo
in Aristippe (1808)
di Rodolphe Kreutzer

La considerazione che Lays aveva conquistato come cantante lirico nel quindicennio precedente era davvero notevole: aveva primeggiato tra gli artisti di corte prima della Rivoluzione, aveva quindi cantato a Versailles all'apertura degli Stati Generali nel 1789, aveva eseguito il Te Deum di Gossec alla Festa della Federazione il 14 luglio 1790, si era esibito nel 1791 negli inni funebri composti dallo stesso Gossec per la canonizzazione al Pantheon di Mirabeau prima e di Voltaire poi, aveva intonato l'Inno all'Essere Supremo, ancora di Gossec, in occasione della Festa dell'Essere Supremo nel giugno del 1794. Fu quindi nell'ordine delle cose che la sua posizione rimanesse solida anche nella nuova stagione politica. Protetto dall'uomo forte del nuovo regime, Paul Barras, Lays ebbe modo di entrare in relazione amicale con la di lui amante Giuseppina di Beauharnais e poi con l'uomo che sarebbe divenuto suo marito, il generale Napoleone Bonaparte: Con tali conoscenze la sua posizione nel ventennio a seguire era evidentemente destinata a consolidarsi.
Fin dallo stesso anno 1795 Lays fu nominato professore di canto al Conservatorio di Parigi appena costituito, ma rinunciò all'incarico quattro anni dopo per evitare di essere coinvolto nelle polemiche che si erano aperte tra l'amministrazione della scuola e quella dell'Opéra. La Quéruel ascrive ai successi di Lays come maestro di canto, la formazione delle future stelle dell'Opéra, Madame Chéron e Mademoiselle Armand: se per la seconda la cosa appare in qualche modo possibile, la prima, nata Anne Cameroy (1767-ca. 1862), e poi divenuta moglie dell'amico di Lays, aveva esordito nel 1784 con il nome di M.lle Dozon, e dunque non poté certo frequentare il conservatorio più di dieci anni dopo. Lays aveva comunque avuto un ruolo nei prodromi della carriera dell'artista, in quanto si era prestato ad ascoltarla da sconosciuta giovinetta nel 1782 e ne aveva promosso l'addestramento affidandola ai migliori maestri allora disponibili sulla piazza.
Nel gennaio del 1797 Lays riscosse uno dei più grandi e significativi successi della sua carriera interpretando il ruolo di protagonista dell'Anacréon chez Polycrate di Grétry, i cui incassi sbalorditivi (9.354 lire solo la prima serata) contribuirono a risollevare le finanze disastrate del Théâtre de la République et des Arts (come era stata proprio allora ridenominata l'Opéra). Se la qualità della sua voce era stata sempre unanimemente apprezzata, la sua figura non particolarmente elegante, la sua statura bassa e tarchiata e l'accento meridionale di cui non riuscì mai a liberarsi completamente, lo predisponevano piuttosto al genere comico che a quello drammatico, ed in particolare ai personaggi buffi di mezza età, amanti della vita, nei quali, "cantando l'amore ed il buon vino, [Lays] si mostrava sublime". E tale era appunto il personaggio di Anacreonte, che Lays avrebbe poi ripreso nel 1803, e di nuovo con successo, nell'opera di Cherubini dedicata all'antico poeta. Riferendosi, alcuni decenni più tardi, al lavoro di Grétry, Castil-Blaze avrebbe avuto modo di esprimersi in questa maniera:
(Castil-Blaze, L' Académie impériale de musique (...) - De 1645 à 1855, Parigi, Castil-Blaze, 1855, II, p. 61)
Il 1798 fu molto importante per la vita privata di Lays: Marie Barbé, con la quale conviveva ormai da diversi anni, diede alla luce una bambina e Lays, anche per legittimare la piccola, decise di sposare la sua compagna, seppur contro la dura opposizione del padre, il quale, dai Pirenei, faceva fuoco e fiamme contro il matrimonio del suo affermato primogenito con una straniera nullatenente. Dalla coppia sarebbero nati altri quattro figli, di cui un solo maschio che costerà, suo malgrado, molto dolore al cantante.
Nello stesso 1798 Lays rifiutò, sia pure con molto garbo e molta abilità, l'invito di Napoleone a seguirlo nella campagna d'Egitto. Cionondimeno, i rapporti tra i due rimasero cordiali e fra il 1801 e il 1802 Lays, che si era tante volte esibito nel salotto di Giuseppina, divenne primo cantore nella cappella istituita dal primo console alle Tuileries sotto la direzione di Giovanni Paisiello. Come tale, tre anni dopo, il 2 dicembre 1804, fu uno dei solisti più impegnati durante tutto l'arco della cerimonia di incoronazione del nuovo imperatore dei Francesi, e poi nelle celebrazioni che si tennero nei giorni successivi e che culminarono il 16 dicembre nell'esecuzione all'Hôtel de Ville, al fianco del suo vecchio amico Chéron, della cantata Trasibule scritta appositamente da Henri-Montan Berton (1767-1844). Di nuovo, quando, dopo aver divorziato da Giuseppina, nel 1810 Napoleone convolò a nuove nozze con l'arciduchessa austriaca Maria Luigia, Lays fu ovviamente di nuovo chiamato ad esibirsi durante i festeggiamenti. Dal 1807 in poi, inoltre, ferma restando la sua indefettibile attività in palcoscenico, egli era stato chiamato a far parte del jury lirico dell'Opéra incaricato di vagliare le nuove opera da mettere in cartellone, e, mentre altri membri del jury si alternavano nell'incarico, il suo fu puntualmente rinnovato fino al 1815.

### Gli ultimi anni
All'atto della caduta di Napoleone nel 1814, Lays faceva dunque parte, a tutti gli effetti, della sfera dei favoriti dell'imperatore e, quando le armate alleate entrarono a Parigi, il 31 marzo, con alla testa lo zar Alessandro I, egli non poteva non guardare al futuro con una certa inquietudine. Il 2 aprile Talleyrand ordinò all'Opéra un'esecuzione, in onore dello zar, del Triomphe de Trajan, un'opera d'occasione che era stata data nel 1807 per celebrare il ritorno di Napoleone nella capitale, ma, non volendo urtare la suscettibilità francese, lo zar chiese invece che venisse rappresentata La vestale di Spontini, nella quale a Lays spettava il ruolo di Cinna. Alla fine della rappresentazione, ancora vestito della toga romana, Lays fu costretto, a furor di popolo, a tornare in palcoscenico e ad intonare tremante dei versi che ringraziavano lo zar per aver restituito i Borboni alla Francia. Secondo i fratelli Michaud, Alessandro, mosso a compassione dell'anziano cantante spaventato, fece intervenire in scena un suo aiutante di campo per rincuorarlo.
La prima Restaurazione fu abbastanza morbida e l'unica conseguenza negativa di rilievo che colpì Lays fu l'esclusione dalla Cappella ex-imperiale e dalle relative prebende. Al ritorno di Napoleone, nei cosiddetti Cento giorni, egli fu ovviamente subito reintegrato e partecipò con entusiasmo al solenne Te Deum di ringraziamento. Il secondo ritorno dei Borboni fu invece più gravido di conseguenze. Per espresso volere di Luigi XVIII, egli fu di nuovo allontanato, e questa volta definitivamente, dalla nuova Cappella reale, ma ottenne, in contropartita, nel 1816, la nomina a professore di canto declamato presso l'École royale de Musique et de Déclamation, che era succeduta al Conservatorio, il cui stipendio gli era indispensabile per tirare avanti, ora che la gotta di cui soffriva lo metteva spesso in condizione di non poter essere assiduo all'Opéra come una volta, con conseguente riduzione degli emolumenti variabili.

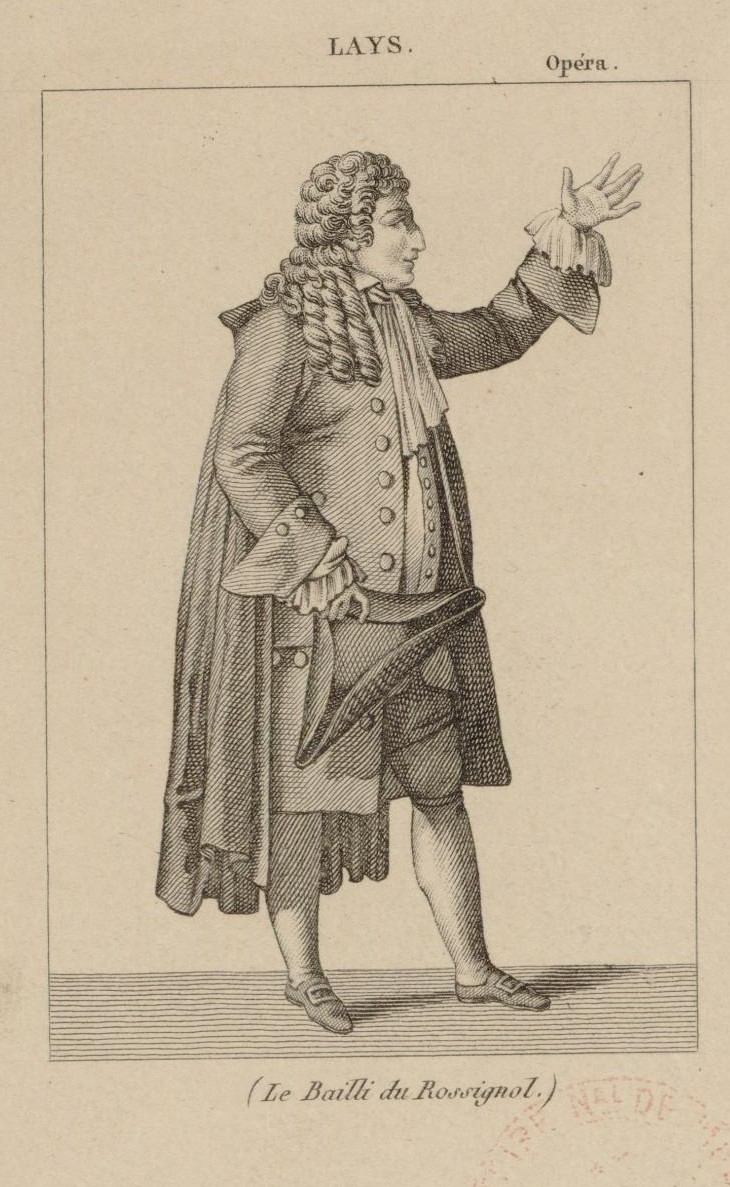
Lays nel ruolo del balivo in Le Rossignol di Louis-Sébastien Lebrun

Sempre nel 1816 ebbe comunque la soddisfazione di ottenere un ultimo grande successo nell'operina comica di Louis-Sébastien Lebrun (1764-1829), Le Rossignol, ambientata ai piedi dei suoi nativi Pirenei, nella quale egli interpretava uno dei tipici personaggi a lui più congeniali, "un balivo sulla cinquantina amatore della carne tenera e delle belle figliole, ingenuo e credulone, persuaso della sua capacità di seduzione. La sala, divertita e poi affascinata dalla sua interpretazione, gli tributò un'ovazione che valse a riscaldargli il cuore".
Il peggio però era ancora da venire. Nel 1817, il nuovo intendente dei Menus Plaisirs Monsieur de la Ferté abolì tutti i trattamenti economici accessori che erano stati concessi dal primo console e poi confermati dall'imperatore, lasciando così il cantante a sopravvivere con il magro stipendio della scuola di musica ed il minimo contrattuale all'Opéra, proprio ora che il suo unico figlio, ammalato di tubercolosi, necessitava di cure costose e c'erano quattro bambine da fornire di dote. Lays si rivolse allora a Luigi Cherubini, un amico, che egli non aveva mancato di sostenere ripetutamente quando Napoleone aveva dato segni di scarsa simpatia nei suoi confronti, e che aveva invece una posizione di primo piano nell'establishment musicale della Restaurazione. Cherubini intervenne immediatamente, ma tutto ciò che si riuscì ad ottenere da de la Ferté fu il consiglio per il cantante di recarsi in tournée in provincia per cercar così di arrotondare in qualche modo i propri introiti. Ottenuto il necessario congedo, Lays si esibì a Nancy, dove fra l'altro le rappresentazioni dovettero essere interrotte per la morte del primo soprano, e a Strasburgo, dove fu il cantante stesso a doverle interrompere, con conseguenze rovinose per le sue finanze, perché surrettiziamente richiamato a Parigi per le prove di un'opera nuova, Les Jeux floraux, prove che però non iniziarono poi se non due mesi dopo il suo ritorno. Lays si rivolse allora di nuovo all'amministrazione cercando di ottenere qualcuno dei benefici economici previsti dalle normative vigenti, ma, dopo la prima della nuova opera, che si tenne il 16 novembre 1818, ottenne un rifiuto su tutta la linea e, secondo la Quéruel, a seguito delle sue proteste fu messo in aspettativa senza assegni. Passò così un paio d'anni di stenti, durante i quali oltretutto si dovette indebitare ulteriormente per fare la dote alla figlia primogenita Marie-Cécile che andava sposa in quel periodo.
Sempre stando al racconto della Quéruel, Lays fu finalmente reintegrato soltanto il 9 gennaio 1821, ma tale asserzione non è sicuramente precisa in quanto il cantante risulta spesso inserito nella programmazione del teatro in periodi intermedi, ad esempio per tutta l'annata compresa tra il luglio 1819 e il giugno 1820. Come che sia, di fronte alle sue rinnovate richieste di sostegno economico, l'amministrazione gli concesse un nuovo congedo di tre mesi per potersi esibire privatamente fuori Parigi. Lays fece allora una tournée nei Paesi Bassi e tenne anche alcune rappresentazioni dell'Anacréon chez Polycrate in quel Théâtre de la Monnaie a Bruxelles che aveva tentato invano di raggiungere quarant'anni prima. I resoconti del «Mercure belge» citati dalla Quéruel parlano di un vero e proprio trionfo. Al suo ritorno a Parigi però lo attendevano notizie disastrose. Era ormai evidente che il cantante era stato preso di mira in alto loco: il ministro della Maison du Roi, generale Jacques Alexandre Law de Lauriston, da cui dipendeva in ultima istanza il teatro, aveva rilevato di non aver autorizzato preventivamente il congedo concesso a Lays e, ritenendolo nullo, intendeva richiedere al cantante i danni per le rappresentazioni dell'Opéra a cui non aveva preso parte durante il godimento dello stesso. Il confronto durò più di un anno, finché, nel 1823, giunse per Lays il momento di lasciare l'Opéra, dopo quasi quarantacinque anni di glorioso servizio. Lo spettacolo a proprio beneficio a cui gli artisti avevano diritto al momento di andare in pensione, si tenne il primo giorno di maggio. La rappresentazione fu chiusa da Le Rossignol, nel corso del quale tutte le stelle dell'Académie che non avevano ruoli nell'operina, vollero onorare lo stimato e benvoluto collega comparendo in palcoscenico nel coro. La prima parte dello spettacolo vide addirittura il trasferimento all'Opéra della troupe del Théâtre-Français per una ripresa della tragedia di Racine Athalie, eseguita con le musiche di scena e i cori composti da Gossec. Tre stelle di punta del teatro di prosa francese, come il suo vecchio amico e sodale di passioni politiche, Talma, la grande specialista raciniana Mademoiselle Duchesnois e Pierre Lafon vi coprivano i ruoli principali, mentre i premiers sujets dell'Opéra cantavano da semplici 'corifei' nei cori. L'incasso fu davvero considerevole, ammontando alla notevole somma di 14.000 franchi. A detta della Quéruel, però, poco tempo dopo, una lettera molto secca dell'amministrazione datata 1º giugno 1823 comunicava a Lays l'intenzione della stessa di utilizzare l'incasso della rappresentazione per recuperare i crediti che essa vantava nei suoi confronti. Non è affatto chiaro, dal racconto della Quéruel, come la questione si sia alla fine risolta, ma la situazione del cantante e della sua famiglia continuava, in ogni caso, a presentarsi estremamente precaria. Egli conservava ancora l'insegnamento all'École royale de musique et de déclamation, ma evidentemente lo stipendio e la pensione non gli erano sufficienti a far fronte ai debiti e a condurre una vita decente, e quindi, nonostante la salute malferma e la voce ormai stanca, egli si vide costretto ad accettare ingaggi, anche umilianti, in compagnie di provincia, pur di arrotondare le sue finanze. Secondo la Quéruel, le locandine del tempo lo vedono annoverato come rimpiazzo in una compagnia di Brest, baritono nel coro dell'Opéra di Dunkerque, baritono di riserva in quella di Lilla, basso solista a Valenciennes, di nuovo semplice rimpiazzo all'Opéra di Metz.
Nella seconda metà del 1825, comunque, Lays salì di nuovo anche sul palcoscenico dell'Opéra per partecipare alla serata a beneficio della grande cantante Giuditta Pasta, che si tenne il giorno 8 ottobre. In tale occasione, come contorno all'ultima rappresentazione a Parigi de Il crociato in Egitto di Meyerbeer, precedentemente andata in scena al Théâtre italien e interpretata da una troupe quasi interamente italiana guidata dalla Pasta e da Domenico Donzelli, venne di nuovo programmato Le Rossignol: Lays tornava a interpretare, in via straordinaria, il suo prediletto balivo, mentre, sempre in via straordinaria, la pupilla e prossima primadonna parigina di Rossini, Laure Cinti-Damoreau, allora in forza al Théâtre italien, assumeva il ruolo di Philis.
Sulla scena politica si erano intanto determinati mutamenti politici non certo forieri di buone novità per Lays. Nel mese di settembre 1824 era deceduto il re Luigi XVIII, ed il suo successore, Carlo X, nominò direttore generale delle Belle Arti, l'esponente reazionario ultra Sosthène de La Rochefoucauld (1785–1864), il quale ce l'aveva con il cantante, in generale, in quanto "partigiano della Rivoluzione", ed in particolare, per gli apprezzamenti ironici che aveva indirizzato alle sue proposte di moralizzazione, tra cui quella di allungare il tutù delle ballerine e di ricoprire con foglie di vite le vergogne delle statue antiche. L'avversione di La Rochefoucauld poté dare prova di sé nel 1826, quando Lays, preso atto che il costoso ambiente parigino era al di sopra delle sue possibilità economiche, decise di lasciare il suo incarico di professore e di ritirarsi in provincia presso la figlia primogenita maritata. Quasi per concludere alla grande la sua ultraquarantennale avventura parigina, Lays avanzò al ministero, a detta di madame Quéruel, una petizione, sottoscritta per solidarietà da quasi tutte le stelle dell'Opéra e sostenuta da Cherubini, perché, dopo quello di tre anni prima, un ulteriore spettacolo venisse dato, al teatro di Versailles, a beneficio questa volta di suo figlio, che faceva il galoppino in uno studio di notaio ed al quale il cantante non riusciva assolutamente a garantire il mantenimento agli studi. La richiesta non ebbe ovviamente esito. Lays chiese inoltre che anche la sua pensione venisse riconteggiata tenendo conto dei suoi anni di insegnamento al conservatorio. Ma su tale possibilità insorsero contestazioni di cui il carteggio tra Cherubini e La Rochefoucauld reca esplicita testimonianza. Nel mese di ottobre il musicista fiorentino scriveva:

Ho l'onore di informarla che M. Lays è stato messo a riposo e che sollecita la sua pensione. Nessun dubbio che egli abbia diritto a tale riconoscimento economico.
Non ho bisogno di parlarle qui del talento del celebre artista la cui carriera è stata lunga e fruttuosa. La sua reputazione che dura da mezzo secolo rende superfluo tutto ciò che si potrebbe dire in proposito.
Devo aggiungere nell'interesse di questo professore che è la mediocrità della sua fortuna, ben più che non l'età, ad obbligarlo a sollecitare la sua pensione. Non potendo più trovare nella capitale l'agiatezza alla quale è stato abituato, la sua intenzione è di ritirarsi in qualche località di provincia che gli offrirà le possibilità di far vivere la sua famiglia in modo più convenevole.

Una settimana dopo, non avendo ottenuto risposta, Cherubini tornava alla carica:

Mi voglia permettere di richiamare alla sua attenzione i servigi che egli ha reso all'arte lirica e drammatica, e la situazione incresciosa in cui si è venuto a trovare dopo tanto lunghi servigi e avendo a carico una famiglia numerosa.

Visto poi che non giungeva risposta, la Quéruel sostiene che Cherubini decise coraggiosamente di usare le sue facoltà discrezionali e di prendersi la responsabilità di autorizzare egli stesso uno spettacolo straordinario i cui introiti sarebbero stati divisi a metà tra l'Académie e l'artista. Anche se non è chiaro a che titolo il direttore dell'École royale de musique et de déclamation potesse assumere una tale decisione, lo spettacolo si tenne effettivamente, all'Opéra, il 20 novembre 1826. Nel corso di esso furono rappresentati l'operina comica Il califfo di Bagdad di Boieldieu, il secondo atto di Anacréon chez Polycrate, in cui Lays riprendeva per l'ultima volta il suo ruolo di maggior successo, e il balletto pantomima in quattro atti Mars et Vénus, ou les Filets de Vulcain su musica di Jean Schneitzhöeffer (1785–1852). Il risultato economico della serata, tra 6.000 e 7.000 franchi, però, fu largamente inferiore a quelli che garantiva un tempo la presenza in scena del cantante guascone.
La risposta di La Rochefoucauld sulla questione della pensione, invece, si fece attendere fino a gennaio del 1827: in essa si dichiarava che Lays non aveva diritto ad alcunché per la pregressa attività di insegnamento, avendo già ottenuto il massimo previsto per quella teatrale, ed avendo per di più goduto di uno spettacolo a proprio beneficio secondo l'uso, e compartecipato, metà e metà con l'amministrazione, agli introiti di una rappresentazione straordinaria.
Intanto Lays, con la moglie e le figlie nubili, si era ritirato, a Ingrandes, nella valle della Loira, dove aveva raggiunto la figlia maritata Marie-Cécile, e dove aveva visto la morte di tisi del figlio maschio Bertrand e avrebbe visto, di lì a poco, la paralisi della moglie, senza per ciò perdere il suo atteggiamento positivo nei confronti della vita. Si prodigò negli ultimi anni nell'attività di cantante di inni sacri nelle chiese del circondario. Morì a settantatré anni, nel 1831, lasciando a moglie e figlie la misera eredità di millecinquantasei franchi.

## Caratteristiche artistiche
Come già accennato, la voce di Lays fu classificata, all'interno della compagnia dell'Opéra, come basse-taille, categoria corrispondente inizialmente grosso modo a quella del basso-cantante o del basso-baritono moderni, nella quale comunque venivano fatte rientrare, nella seconda metà del Settecento, tutte le voci gravi maschili. A detta dei fratelli Michaud, però, Lays «non era propriamente una basse taille» (peraltro talora forzata oltremisura in basso dal cantante), e non era neppure, malgrado alcune errate ascrizioni dell'epoca, una voce di tenore: si trattava in effetti di «un ammirevole baritono o concordant, grave, puro, sonoro e flessibile, che sbalordiva per estensione e volume». Anche secondo il tenore irlandese Michael Kelly, che lo ascoltò verso il 1786, "Monsieur Laisse" aveva una bella voce di baritono, corredata di gusto ed espressività. Questo giudizio sulle caratteristiche vocali di Lays è sostanzialmente condiviso anche dagli scrittori moderni. Secondo Elizabeth Forbes (1924-2014), ad esempio, egli era in possesso di una voce "di carattere baritonale, ma che si estendeva nel registro di tenore". Ed in effetti le sue parti risultano prevalentemente scritte in chiave di basso, ma non mancano anche quelle in cui venne preferita la chiave di tenore, come ad esempio il ruolo di protagonista dell'Anacréon di Cherubini del 1803, o quello di Cinna ne La Vestale di Spontini del 1807.
Se sulla bellezza della voce, mantenuta nell'arco di tutta la sua carriera, non paiono esservi dubbi, Fétis diede invece un giudizio stroncatorio sulle maestria tecnica del cantante nell'amministrarla:
(François-Joseph Fétis, Biographie universelle des musiciens et Bibliographie générale de la musique (seconda edizione), Parigi, Didot, 1867, V, p. 236)
Ed è proprio su quest'ultimo particolare che ha inteso richiamare l'attenzione Spire Pitou nella sua opera sul tempio parigino della lirica. Pitou evidentemente non conosceva né l'episodio del tentato trasferimento a Bruxelles nel 1881, né le vicende tormentate degli ultimi anni, ma le sue considerazioni appaiono lo stesso non prive di pregio:
(Spire Pitou, The Paris Opéra. An Encyclopedia of Operas, Ballets, Composers, and Performers – Rococo and Romantic, 1715-1815, Westport/London, Greenwood Press, 1985, p. 329)
A parte che il numero di sessantotto personaggi catalogato da Pitou è incompleto e non comprende programmaticamente le parti non create direttamente da Lays (come ad esempio i già citati Teseo nell'Œdipe à Colone di Sacchini, Oreste dell'Iphigénie en Tauride e Cynire in Echo et Narcisse, entrambe di Gluck, o ancora Patroclo nell'Iphigénie en Aulide, sempre di Gluck, o Figaro nel Mariage de Figaro di Mozart), resta il fatto che il contributo ultraquarantennale di Lays all'Opéra rimane effettivamente sbalorditivo, e la lunga durata della carriera del cantante e la forma vocale mantenuta fino alla fine inducono a prendere almeno con un parziale beneficio di inventario il giudizio stroncatorio di Fétis sulle sue capacità tecniche.

## Ruoli creati
La seguente tabella contiene il repertorio dei ruoli creati da François Lays nel lungo arco della sua carriera. I dati sono tratti in gran parte da quelli riportati da Spire Pitou nel suo libro sull'Opéra citato in bibliografia, ed è stato dato atto in nota degli eventuali scostamenti o aggiunzioni. Sulla scorta delle indicazioni metodologiche fornite dallo stesso Pitou, in testa alla tabella sono enucleati i ruoli da protagonista, invero piuttosto limitati rispetto al totale, non ristretti comunque soltanto ai cosiddetti "ruoli del titolo", ma estesi anche ad altri casi in cui il personaggio interpretato da Lays, per quanto non nominato nel titolo, aveva indubbiamente il carattere di "primo uomo" all'interno dell'opera.
| personaggio                                        | opera                                     | autore                                                                                      | anno |
| -------------------------------------------------- | ----------------------------------------- | ------------------------------------------------------------------------------------------- | ---- |
| Ruoli da protagonista                              |                                           |                                                                                             |      |
| Pétrarque                                          | Laure et Pétrarque                        | Pierre-Joseph Candeille                                                                     | 1780 |
| Thésée                                             | Ariane dans l'isle de Naxos               | Jean-Frédéric Edelmann                                                                      | 1783 |
| Panurge                                            | Panurge dans l'île des lanternes          | André Grétry                                                                                | 1785 |
| Jason                                              | La Toison d'or                            | Johann Christoph Vogel                                                                      | 1786 |
| Alcindor                                           | Alcindor                                  | Nicolas-Alexandre Dezède (ca. 1740-1792)                                                    | 1787 |
| Pollux                                             | Castor et Pollux                          | Pierre-Joseph Candeille                                                                     | 1791 |
| Anacréon                                           | Anacréon chez Polycrate                   | André Grétry                                                                                | 1797 |
| Praxitèle                                          | Praxitèle                                 | Jeanne-Hypolyte Moyroud Devismes (1765–1834?)                                               | 1800 |
| Mars                                               | Le Casque et les Colombes                 | André Gretry                                                                                | 1801 |
| Delphis                                            | Delphis et Mopsa                          | André Grétry                                                                                | 1803 |
| Pluton                                             | Proserpine                                | Giovanni Paisiello                                                                          | 1803 |
| Anacréon                                           | Anacréon                                  | Luigi Cherubini                                                                             | 1803 |
| Aristippe                                          | Aristippe                                 | Rodolphe Kreutzer                                                                           | 1808 |
| Sophocle                                           | Sophocle                                  | Vincenzo Fiocchi (1767-1845)                                                                | 1811 |
| Pélage                                             | Pélage                                    | Gaspare Spontini                                                                            | 1814 |
| Roger                                              | Roger de Sicile                           | Henri-Montan Berton (1767-1844)                                                             | 1817 |
| Ruoli da antagonista, secondi ruoli e ruoli minori |                                           |                                                                                             |      |
| Personaggio del seguito di Morpheus                | Atys                                      | Niccolò Piccinni                                                                            | 1780 |
| Proténor                                           | Persée                                    | François-André Danican Philidor                                                             | 1780 |
| Il balivo                                          | Le Seigneur bienfaisant                   | Étienne-Joseph Floquet (1748 – 1785)                                                        | 1780 |
| Uno scita                                          | Iphigénie en Tauride                      | Niccolò Piccinni                                                                            | 1781 |
| Florival                                           | L'Inconnue persécutée                     | Pasquale Anfossi e Jean-Baptiste Rochefort (1746-1819)                                      | 1781 |
| Bastien/Uno zingaro                                | Colinette à la cour                       | André Grétry                                                                                | 1782 |
| Égiste                                             | Électre                                   | Jean-Baptiste Moyne, detto Lemoyne (1751-1796)                                              | 1782 |
| Myrtile                                            | L'Embarras des richesses                  | André Grétry                                                                                | 1782 |
| Hidraot                                            | Renaud                                    | Antonio Sacchini                                                                            | 1783 |
| Gandartès                                          | Alexandre aux Indes                       | Nicolas-Jean Lefroid de Méreaux (1745 – 1797)                                               | 1783 |
| Husca                                              | La Caravane du Caire                      | André Grétry                                                                                | 1784 |
| Il re                                              | Chimène                                   | Antonio Sacchini                                                                            | 1784 |
| Anténor                                            | Dardanus                                  | Antonio Sacchini                                                                            | 1784 |
| Germond                                            | Rosine                                    | François-Joseph Gossec                                                                      | 1786 |
| Il giovane Horace                                  | Les Horaces                               | Antonio Salieri                                                                             | 1786 |
| Thaddée                                            | Le Roi Théodore à Venise                  | Giovanni Paisiello                                                                          | 1787 |
| Vellinus                                           | Arvire et Évélina                         | Antoio Sacchini e Jean-Baptiste Rey (1734-1810)                                             | 1788 |
| Astor                                              | Démophoon                                 | Luigi Cherubini                                                                             | 1788 |
| Aristophane                                        | Aspasie                                   | André Grétry                                                                                | 1789 |
| Barone della Dardinière                            | Les Prétendus                             | Jean-Baptiste Moyne, detto Lemoyne                                                          | 1789 |
| Narbal                                             | Démophon                                  | Johann Christoph Vogel                                                                      | 1789 |
| Mathurin                                           | Les Pommiers et le moulin                 | Jean-Baptiste Moyne, detto Lemoyne                                                          | 1790 |
| Mozès                                              | Louis IX en Egypte                        | Jean-Baptiste Moyne, detto Lemoyne                                                          | 1790 |
| Il selvaggio                                       | Le Portrait                               | Stanislas Champein (1753-1830)                                                              | 1790 |
| Atabila                                            | Cora                                      | Étienne Nicolas Méhul                                                                       | 1791 |
| Lourdis                                            | Corisandre                                | Honoré Langlé (1741-1807)                                                                   | 1791 |
| Lafleur                                            | L ' Heureux stratagème                    | Louis Emmanuel Jadin)                                                                       | 1791 |
| Thomas                                             | Le Triomphe de la république              | François-Joseph Gossec                                                                      | 1793 |
| Démosthènes                                        | Toute la Grèce, ou ce qui peut la liberté | Jean-Baptiste Moyne, detto Lemoyne                                                          | 1794 |
| Valerius Publicola                                 | Horatius Coclès                           | Étienne Nicolas Méhul                                                                       | 1794 |
| Un forzato                                         | Toulon soumis                             | Jean-Baptiste Rochefort                                                                     | 1794 |
| L'organizzatore della festa                        | La Réunion du 10 août                     | Bernardo Porta                                                                              | 1794 |
| Il curato                                          | La Rosière républicaine                   | André Gretry                                                                                | 1794 |
| Un commissario di maggioranza delle sezioni        | La Journée du 10 août 1792                | Rodolphe Kreutzer                                                                           | 1795 |
| Flaminius                                          | Adrien                                    | Étienne Nicolas Méhul                                                                       | 1799 |
| Il giovane Horace                                  | Les Horaces                               | Bernardo Porta                                                                              | 1800 |
| Chariclès                                          | Flaminius à Corinthe                      | Rodolphe Kreutzer e Nicolas Isouard                                                         | 1801 |
| Bochoris                                           | Les Mystères d'Isis                       | pastiche                                                                                    | 1801 |
| Moctar                                             | Tamerlan                                  | Peter von Winter                                                                            | 1802 |
| David                                              | Saül                                      | pastiche                                                                                    | 1803 |
| Morat                                              | Mahomet II                                | Louis Emmanuel Jadin                                                                        | 1803 |
| Rustan                                             | Le Pavillon du Calife                     | Nicolas Dalayrac                                                                            | 1804 |
| Hidala                                             | Ossian, ou les Bardes                     | Jean-François Lesueur                                                                       | 1804 |
| Éliézar                                            | Nephtali, ou les Ammonites                | Felice Blangini                                                                             | 1806 |
| Licinius                                           | Le Trionfe de Trajan                      | Jean-François Lesueur e Louis-Luc Loiseau de Persuis (1769-1819)                            | 1807 |
| Cinna                                              | La Vestale                                | Gaspare Spontini                                                                            | 1807 |
| Seth                                               | La Mort d'Adam                            | Jean-François Lesueur                                                                       | 1809 |
| Telasco                                            | Fernand Cortez                            | Gaspare Spontini                                                                            | 1809 |
| Roger                                              | Jérusalem délivrée                        | Louis-Luc Loiseau de Persuis                                                                | 1812 |
| Kan-si                                             | Le Laboureur chinois                      | pastiche                                                                                    | 1813 |
| Il capo degli anziani                              | L'Oriflamme                               | Étienne Nicolas Méhul, Ferdinando Paër, Henri-Montan Berton e Rodolphe Kreutzer             | 1814 |
| Socrate                                            | Alcibiade solitaire                       | Alexandre Piccinni (1779-1850)                                                              | 1814 |
| Il balivo                                          | Le Rossignol                              | Louis-Sébastien Lebrun (1764-1829)                                                          | 1816 |
| Bacchus                                            | Les Dieux rivaux, ou Les fêtes de Cythère | Gaspare Spontini, Rodolphe Kreutzer, Louis-Luc Loiseau de Persuis e Henri-Montan Berton     | 1816 |
| Voldik                                             | Nathalie, ou La Famille russe             | Anton Reicha                                                                                | 1816 |
| Colibrados                                         | Zéloïde                                   | Louis-Sébastien Lebrun                                                                      | 1818 |
| Béranger                                           | Les Jeux floraux                          | Léopold Aimon (1779-1866)                                                                   | 1818 |
| Il cadì                                            | Aladin, ou la Lampe merveilleuse          | Nicolas Isouard, Angelo Maria Benincori (1779-1821) e François-Antoine Habeneck (1781-1849) | 1822 |